# Shawna Waldron
Shawna Waldron est une actrice, scénariste et productrice américaine née le 25 janvier 1982 à Glendale, en Californie, (États-Unis).

## Filmographie

### comme actrice
- 1994 : Les Petits Géants (Little Giants) de Duwayne Dunham : Becky O'Shea
- 1995 : Le Président et Miss Wade (The American President) : Lucy Shepherd
- 1998 : Mr. Headmistress (TV) : Beryl Andrews
- 1998 : Insoupçonnable vérité (A Change of Heart) (TV) : Sarah Marshall
- 1999 : Family Rules (série TV) : Anne
- 1999 : Un homme à femmes (Ladies Man) (série TV) : Bonnie Stiles #2 (1999-2000)
- 2001 : La Route de la liberté (Aftermath) (TV) : Tess
- 2001 : The Yellow Sign : Tess Reardon / Camilla
- 2006 : To Kill a Mockumentary (vidéo) : Samantha
- 2008 : Fleur de poison 4 : La Société secrète: Azalea Berges

### comme scénariste
- 2006 : To Kill a Mockumentary (vidéo)

### comme productrice
- 2006 : To Kill a Mockumentary (vidéo)